# Seznam dílů seriálu Změna je život
Toto je seznam dílů seriálu Změna je život. Americký dramatický televizní seriál Změna je život měl premiéru v letech 2010–2011 na americké stanici The CW.

## Přehled řad
| Řada | Díly | Premiéra v USA | Premiéra v USA | Premiéra v ČR   | Premiéra v ČR     |
| Řada | Díly | První díl      | Poslední díl   | První díl       | Poslední díl      |
| ---- | ---- | -------------- | -------------- | --------------- | ----------------- |
| 1    | 13   | 18. ledna 2010 | 12. dubna 2010 | 24. května 2010 | 29. června 2010   |
| 2    | 13   | 14. září 2010  | 18. ledna 2011 | 19. dubna 2011  | 12. července 2011 |

## Seznam dílů

### První řada (2010)
| Č. v seriálu | Č. v řadě | Původní název     | Režie            | Scénář          | Premiéra v USA  | Premiéra v ČR   |
| ------------ | --------- | ----------------- | ---------------- | --------------- | --------------- | --------------- |
| 1            | 1         | Pilot             | Gary Fleder      | Liz Tigelaar    | 18. ledna 2010  | 24. května 2010 |
| 2            | 2         | Home Inspected    | Gary Fleder      | Liz Tigelaar    | 25. ledna 2010  | 24. května 2010 |
| 3            | 3         | Rent Uncollected  | Gary Fleder      | Liz Tigelaar    | 1. února 2010   | 24. května 2010 |
| 4            | 4         | Bong Intercepted  | Jeff Melman      | Emily Whitesell | 8. února 2010   | 24. května 2010 |
| 5            | 5         | Turtle Undefeated | Allan Arkush     | Adele Lim       | 15. února 2010  | 24. května 2010 |
| 6            | 6         | Truth Unrevealed  | Nick Marck       | Janet Leahy     | 22. února 2010  | 24. května 2010 |
| 7            | 7         | Crisis Unaverted  | Jerry Levine     | Taylor Hamra    | 1. března 2010  | 24. května 2010 |
| 8            | 8         | Bride Unbridled   | David Paymer     | Sallie Patrick  | 8. března 2010  | 25. května 2010 |
| 9            | 9         | Formal Reformed   | J. Miller Tobin  | Liz Tigelaar    | 15. března 2010 | 1. června 2010  |
| 10           | 10        | Family Therapized | Michael Katleman | Deidre Shaw     | 22. března 2010 | 8. června 2010  |
| 11           | 11        | Storm Weathered   | Rick Bota        | Michael Kramer  | 29. března 2010 | 15. června 2010 |
| 12           | 12        | Father Unfigured  | Elizabeth Allen  | Adele Lim       | 5. dubna 2010   | 22. června 2010 |
| 13           | 13        | Love Unexpected   | Jerry Levine     | Liz Tigelaar    | 12. dubna 2010  | 29. června 2010 |

### Druhá řada (2010–2011)
| Č. v seriálu | Č. v řadě | Původní název         | Režie           | Scénář                        | Premiéra v USA     | Premiéra v ČR     |
| ------------ | --------- | --------------------- | --------------- | ----------------------------- | ------------------ | ----------------- |
| 14           | 1         | Ocean Uncharted       | Gary Fleder     | Liz Tigelaar a Sallie Patrick | 14. září 2010      | 19. dubna 2011    |
| 15           | 2         | Parents Unemployed    | Jerry Levine    | Patti Carr a Lara Olsen       | 21. září 2010      | 26. dubna 2011    |
| 16           | 3         | Criminal Incriminated | Nick Marck      | Taylor Hamra                  | 28. září 2010      | 3. května 2011    |
| 17           | 4         | Team Rebounded        | Elizabeth Allen | Adele Lim                     | 5. října 2010      | 10. května 2011   |
| 18           | 5         | Music Faced           | Jerry Levine    | Deidre Shaw                   | 12. října 2010     | 17. května 2011   |
| 19           | 6         | Honeymoon Interrupted | Sanaa Hamri     | Christopher Fife              | 19. října 2010     | 24. května 2011   |
| 20           | 7         | Camp Grounded         | Bobby Roth      | Liz Tigelaar a Sallie Patrick | 2. listopadu 2010  | 31. května 2011   |
| 21           | 8         | Plumber Cracked       | Jerry Levine    | Lara Olsen a Patti Carr       | 9. listopadu 2010  | 7. června 2011    |
| 22           | 9         | Homecoming Crashed    | Elizabeth Allen | Sallie Patrick                | 16. listopadu 2010 | 14. června 2011   |
| 23           | 10        | Thanks Ungiven        | Cherie Nowlan   | Patti Carr a Lara Olsen       | 30. listopadu 2010 | 21. června 2011   |
| 24           | 11        | Stand Taken           | Gary Fleder     | Adele Lim                     | 7. prosince 2010   | 28. června 2011   |
| 25           | 12        | Teacher Schooled      | Howie Deutch    | Liz Tigelaar a Taylor Hamra   | 18. ledna 2011     | 5. července 2011  |
| 26           | 13        | Affair Remembered     | Rick Bota       | Michael Kramer                | 18. ledna 2011     | 12. července 2011 |